# كاسبر ياكوبسن
كاسبر ياكوبسن (بالدنماركية: Casper Jacobsen)‏ (12 يوليو 1979 في الدنمارك - ) هو مدرب كرة قدم ولاعب كرة قدم دانمركي في مركز حراسة المرمى. شارك مع منتخب الدنمارك تحت 21 سنة لكرة القدم. أما مع النوادي، فقد لعب مع آرهوس جمناستيك فورينينغ ونادي أوبه ونادي بريدابليك ونادي فايله ونادي فيبورج.

## وصلات خارجية
- كاسبر ياكوبسن على موقع قاعدة بيانات كرة القدم.إي يو (الإنجليزية)